# Vestignè
 Vestignè  (piemontiul: Vëssgné) Olaszország Piemont régiójának, Torino megyének egy községe.

## Földrajza

Vestignè község Torino megye térképén

A vele szomszédos települések: Albiano d'Ivrea, Borgomasino, Caravino,  Ivrea, Strambino és Vische.